# Snaring River
Snaring River är ett vattendrag i Kanada.   Det ligger i provinsen Alberta, i den centrala delen av landet, 3 100 km väster om huvudstaden Ottawa.
I omgivningarna runt Snaring River växer i huvudsak barrskog. Runt Snaring River är det mycket glesbefolkat, med 5 invånare per kvadratkilometer.